# Bustan Abraham
Pour les articles homonymes, voir Bustan.
Bustan Abraham est un groupe israélien de musique instrumentale, actif entre 1991 et 2003. Son nom signifie « jardin d’Abraham », la référence à Abraham, considéré comme l'ancêtre commun des Juifs et des Arabes, impliquant une idée d'unité. Il est considéré comme des pionniers de la world music.

## Histoire
Bustan Abraham est né de sessions d’improvisations organisées pendant plusieurs mois par le joueur de qanûn et promoteur de musique Avshalom Farjoun, en collaboration avec le violoniste et joueur de oud Taiseer Elias. Ces sessions réunissaient des musiciens issus de différentes traditions, comme la musique arabe, la musique turque, le jazz, le flamenco, la musique classique occidentale, le blues… Huit musiciens sont finalement restés pour former Bustan Abraham.Leur premier concert a eu lieu au Festival international israélien des arts.Le groupe fonctionnait de manière participative, chacun des membres apportant ses propres idées et composant une partie du répertoire. Il était composé majoritairement de musiciens juifs israéliens, mais deux de ses membres étaient des Arabes israéliens . Ce mélange lui permet d’être perçu comme un symbole du rapprochement entre les deux peuples. Les membres de groupe ont cependant toujours insisté sur le fait que leur démarche était avant tout musicale. Leur ambition était de puiser dans différentes traditions pour créer une musique entièrement nouvelle.
Dans les années qui suivent la signature des accords d'Oslo, le groupe joue dans de nombreux concerts et festivals en Europe, en Asie et en Amérique du Nord. Il collabore également avec des musiciens de différentes traditions, comme Ross Daly, Hariprasad Chaurasia, Keyvan Chemirani et Zakir Hussain. Ses albums se sont vendus à environ 25 000 exemplaires chacun. Trois de ses membres, (Taiseer Elias, Zohar Fresco et Nassim Dakwar se produisaient parallèlement en trio avec de la musique plus spécifiquement turco-arabe, sous le nom Zyriab Trio. Taiseer Elias et Miguel Herstein jouaient également parfois en duo sous le nom de White Bird .
Après l’arrivée de Benyamin Netanyahou au poste de premier ministre, en 1996, et surtout après le début de la seconde intifada, en 2000, les invitations à l’étranger sont devenues plus rares. Le groupe s’est finalement dissout en 2003, alors que des différences de vue étaient apparues sur la direction à donner au groupe et que plusieurs de ses musiciens étaient accaparés par d’autres projets.
Certains des membres ont continué à collaborer de manière occasionnelle et quatre d’entre eux ont reformé un ensemble fin 2011, Bustan Quartet. Ils se sont produits dans des festivals aux États-Unis et en Israël.

## Membres

### Membres permanents
- Yehuda Siliki – saz (jusqu’en 1993), chant (invité sur Pictures through the Painted Window)
- Emmanuel Mann – basse (–1999)
- Amir Milstein – flûte traversière
- Taiser Elias – oud
- Miguel Herstein – guitare, banjo
- Nassim Dakwar – violon
- Avshalom Farjun – qanûn
- Naor Carmi – contrebasse (1999–)
- Zohar Fresco – darbouka, riqq, daf, chant

### Musiciens invités
- Daniela Buchbinder – Violoncelle (Pictures through the Painted Window)
- Miranda Elias – chant (Pictures through the Painted Window)
- Lea Avraham – chant (Pictures through the Painted Window)
- Ross Daly – laouto, lyra, rabâb (Abadai)
- Socrates Sinopoulos – lyra (Abadai)
- Keyvan Chemirani – tombak (Abadai)
- Zakir Hussain – tabla (Fanar)
- Hariprasad Chaurasia – bansurî (Fanar)
- Achinoam Nini (alias Noa) – chant (Fanar)
- Gil Dor – guitare (Fanar)
- Kroitor Emil – accordéon (Fanar)
- Kroitor Alexander – violon (Fanar)
- Albert Piamenta – clarinette, clarinette basse (Fanar)
- Avraham Salman – qanûn (concerts uniquement)

### Bustan Quartet
- Emmanuel Mann – basse
- Amir Milstein - flûte
- Taiser Elias - oud
- Zohar Fresco - percussions

## Discographie

### Bustan Abraham
- 1992 : Bustan Abraham
- 1994 : Pictures trough the Painted Window
- 1996 : Abadai
- 1997 : Fanar
- 2000 : Hamsa
- 2001 : Ashra (compilation parue à l’occasion du dixième anniversaire de Bustan Abraham)
- 2003 : Live Concerts

### Zyriab Trio
- 1996 : Mashreq Classics